# Sistema de inmunidad adquirida
El sistema de inmunidad adquirida, adquirido, adaptativo o  específico se compone de células y procesos sistémicos altamente especializados que eliminan o evitan las amenazas de patógenos. Consiste tanto en el reconocimiento de un elemento extraño, o antígeno, como en su eliminación en un subsecuente encuentro, así como en la generación de la memoria inmunitaria y la tolerancia ante los propios antígenos.
Se cree que apareció con los primeros vertebrados. El sistema inmunitario adaptativo o específico es activado por el sistema inmunitario innato, no específico, ya que una vez que los antígenos hayan atravesado el sistema de inmunidad innata, quedará por activarse el sistema de inmunidad adaptativo. El sistema inmunitario innato, en cambio, es el principal sistema de defensa contra los patógenos en casi todo el resto de seres vivos. 
La respuesta inmune adaptativa proporciona al sistema inmunitario vertebrado la capacidad de reconocer y recordar patógenos específicos, generando inmunidad, y ofreciendo respuestas más potentes cada vez que el patógeno es reencontrado. Es una inmunidad adaptiva para que el sistema inmunitario del cuerpo esté preparado para amenazas futuras. El sistema es altamente adaptable gracias a la hipermutación somática (un proceso de mutaciones somáticas aceleradas) y la recombinación V(D)J (una recombinación genética irreversible de segmentos de genes de los receptores de antígeno). Este mecanismo permite que un número reducido de genes produzca una inmensa cantidad de receptores de antígeno diferentes, que entonces son expresados de manera única a cada linfocito individual. Como la recombinación genética comporta un cambio irreversible en el ADN de cada célula, toda la descendencia de esta célula heredará los genes que codifican la misma especificidad de receptores, incluyendo los linfocitos B de memoria y los linfocitos T de memoria, que son la clave de la inmunidad específica permanente.
El sistema inmunitario adquirido está ligado íntimamente al sistema inmunitario innato. Se diferencia en que sus efectores son células especializadas denominadas linfocitos T (producidos en el timo) y B (producidos en la médula ósea) cuya respuesta es específica para cada antígeno.  Las células de sistema inmunitario innato, procesan los antígenos y los presentan a los linfocitos en los nódulos linfáticos.
Gran parte de los mecanismos de la respuesta inmune adquirida ocurre en los órganos linfáticos secundarios.

## Linfocitos
La función de los linfocitos es esencial en la respuesta inmunitaria adquirida, neutralizando los patógenos con anticuerpos, activando los macrófagos o evitando la destrucción de las células propias. Su especialización se lleva a cabo en los órganos linfoides primarios (médula ósea y timo) donde se expresan sus receptores y se seleccionan aquellos más adecuados (los que contienen menos afinidad a los antígenos propios).
Los linfocitos T y B tienen receptores específicos para cada antígeno cuya información genética se va replicando y mezclando en cada nueva generación de estas células. La inmunidad adquirida derivada de los linfocitos T se denomina inmunidad mediada por células y la derivada de los linfocitos B se denomina inmunidad humoral.
Los linfocitos T se subdividen en varios tipos que cumplen diferentes funciones: los citotóxicos, los colaboradores ('helper'): Th1,  Th2 actúa fundamentalmente contra parásitos y el Th17 que actúa contra bacterias de crecimiento extracelular y hongos; los reguladores: Treg, Th3 y NKT.; y los supresores. Los precursores de los linfocitos T (timocitos), se generan en la médula ósea, luego viajan al timo donde maduran hasta convertirse, si sobreviven, en los distintos tipos celulares.
Los linfocitos T que participan de este proceso corresponden a aquellos que tienen en su superficie receptores CD4 y que se denominan linfocitos T CD4+.

## Respuesta inmunitaria adaptativa

### Respuesta inmunitaria celular
El proceso de respuesta inmune adaptativa celular consta de cinco etapas:
- Reconocimiento y presentación de los antígenos.
- Activación de los linfocitos.
- Diferenciación de las células específicas que están en reposo a activas.
- inactivación y eliminación de los patógenos.
- Cese de la respuesta.

#### Presentación de antígenos
La primera etapa consiste en la presentación del antígeno a un linfocito T. Este proceso ocurre en la paracorteza del nódulo linfático más cercano al lugar donde el patógeno penetró en el organismo. La presentación del antígeno es realizada por una célula presentadora de antígeno, habitualmente una célula dendrítica, que viaja por el sistema linfático hasta el nódulo donde establece una unión o sinapsis inmunitaria con un linfocito T CD4+.
La célula dendrítica procesa el antígeno, presentándolo en el complejo mayor de histocompatibilidad al linfocito T, quién a su vez lo detecta mediante un receptor, denominado receptor de linfocitos T.